# Монтерей (залив)
Монтере́й (англ. Monterey Bay) — залив Тихого океана, расположен вдоль центрального побережья Калифорнии. Одноимённая бухта располагается к югу от Сан-Франциско, между округами Санта-Круз и Монтерей.

## Название
Первым европейцем, обнаружившим залив, был Хуан Родригес Кабрильо, 16 ноября 1542 года во время плавания в рамках военно-морской испанской экспедиции, при обнаружении залив был назван Bahía de los Pinos, вероятно по причине обнаружения сосновых зарослей.
10 декабря 1552 года Себастио Родринез Сермено пересек залив и дал ему название Bahía de San Pedro в честь Святого Петра Веронского. Название, под которым залив и бухта известны сейчас было дано в 1602 году Себастьяном Вискаино, который по поручению испанского правительства составлял подробную карту побережья, став в гавани 16 декабря он именовал её Puerto de Monterey в честь графа Монтерей, вице-короля Новой Испании. Все близлежащие к заливу географические объекты, будь то город или каньон также носят название Монтерей.

## Флора и фауна
Залив Монтерей является домом для многих видов морских млекопитающих, среди которых морская выдра, обыкновенные тюлени, афалины, морские слоны. Залив располагается на миграционном пути серых и горбатых китов. В нём водятся многие виды рыб, моллюсков, кальмаров, птиц и морских черепах. Некоторые разновидности водорослей, растущих в бухте, становятся такими же высокими, как деревья, образуя так называемый ламинариев лес.

## Галерея

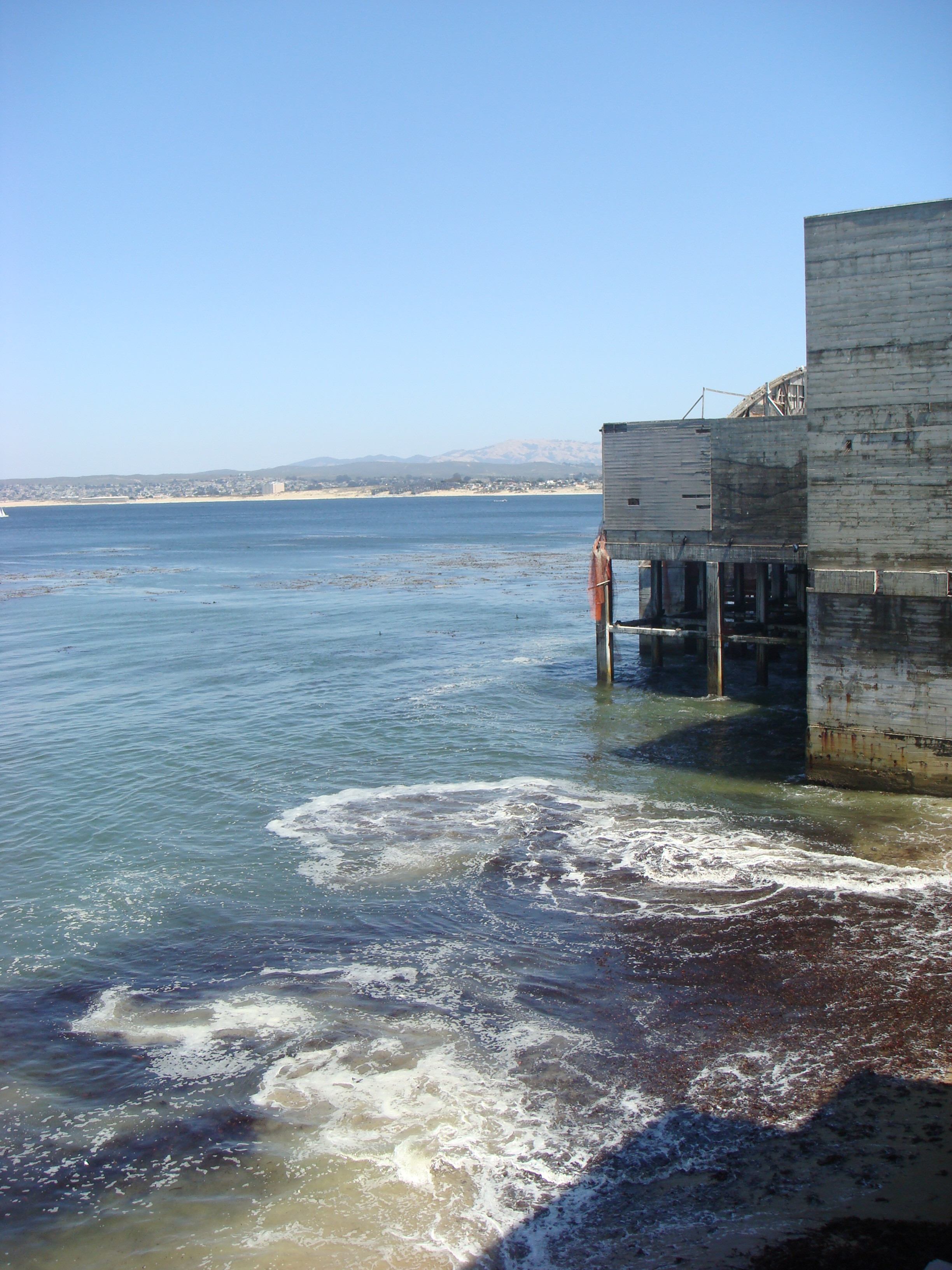
Вид со старого консервного завода
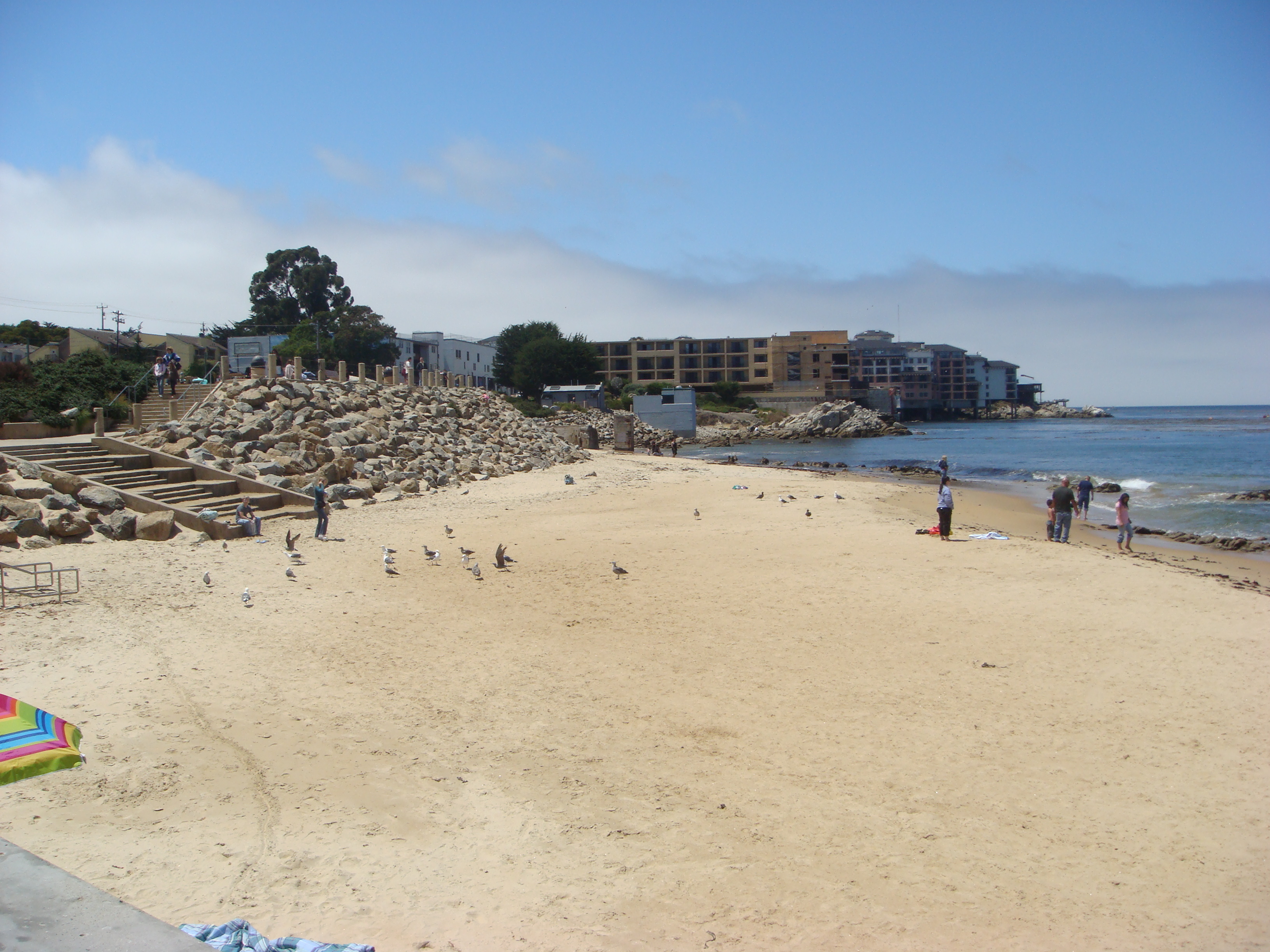
Один из многочисленных пляжей вдоль береговой линии залива Монтерей
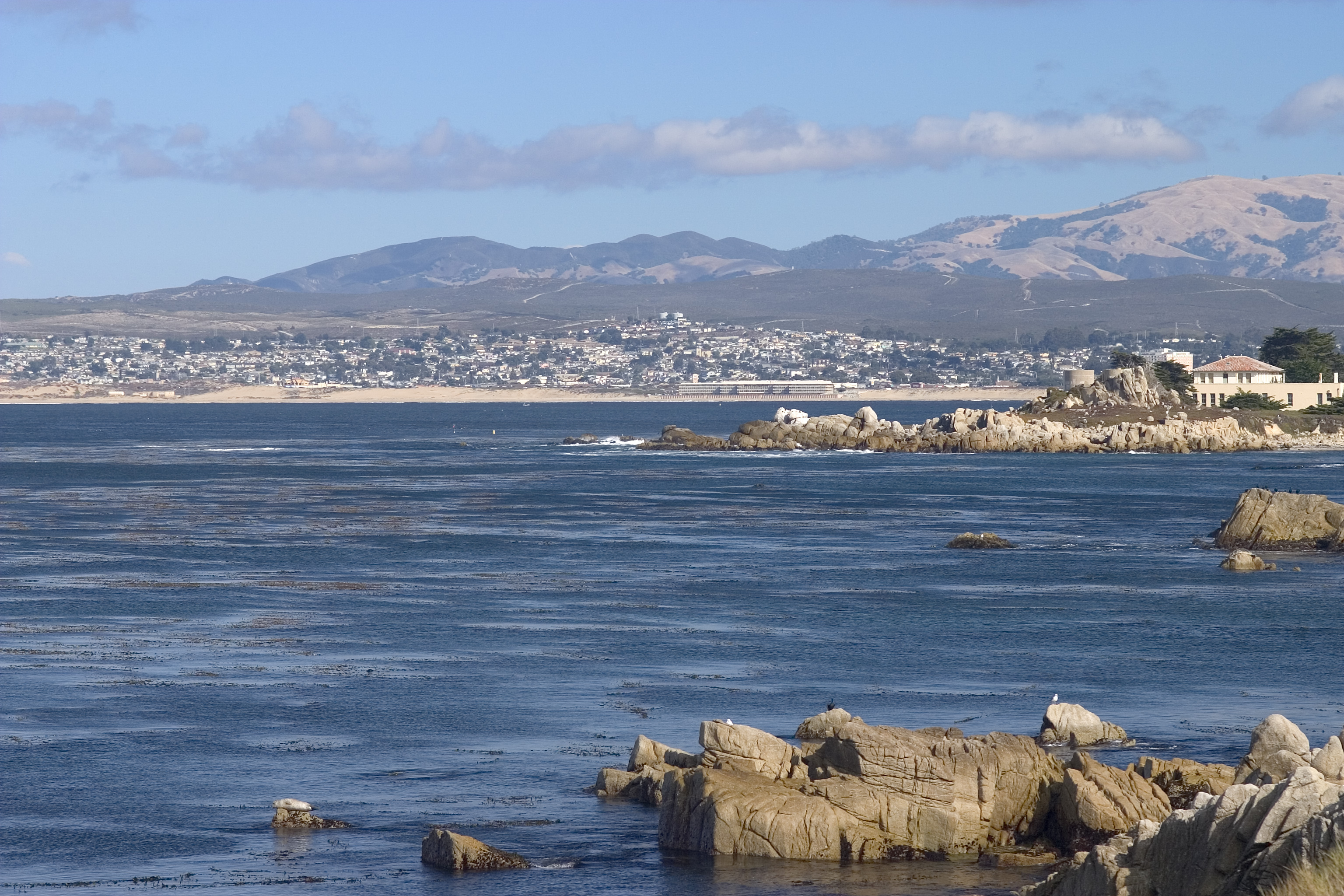
Вид на залив около города Монтерей, Калифорния
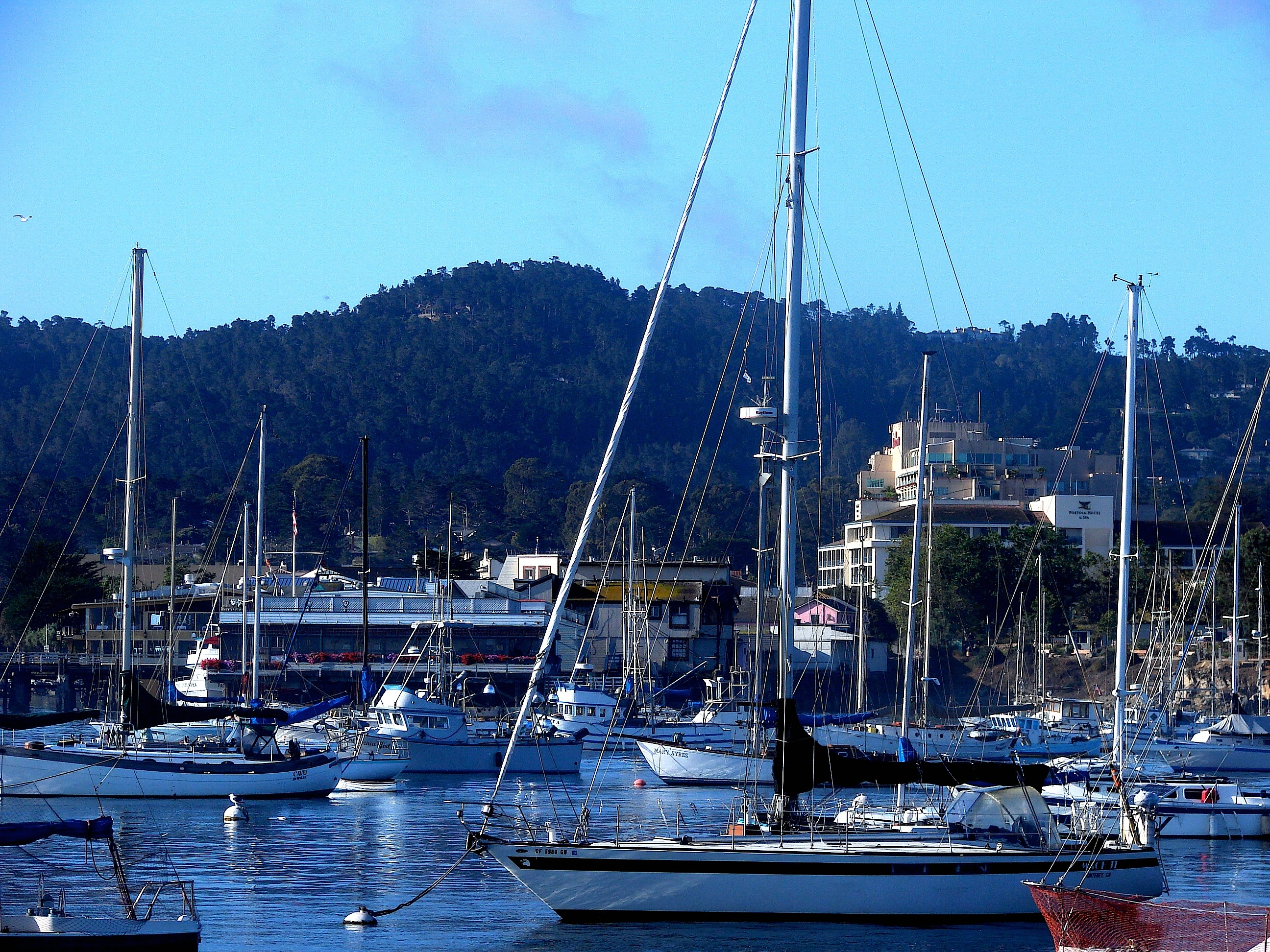
Стоянка яхт около города Монтерей, Калифорния